# Aleksandra Pszczolarska
Aleksandra Małgorzata Pszczolarska (ur. 24 października 2001) – polska koszykarka, występująca na pozycjach niskiej lub silnej skrzydłowej.
W latach 2014–2018 reprezentował zespół młodzieżowy UKS Piomar Brzeg. Reprezentowała go podczas mistrzostw Polski U–14 (2014/2015), U–16 (2015–2017), U–18 (2016–2018). Następnie jako zawodniczka  UKS Basket SMS Aleksandrów Łódzki wystąpiła w mistrzostwach kraju U–18 (2018/2019) oraz U–22 (2018–2020).

## Osiągnięcia
Stan na 16 marca 2024, na podstawie, o ile nie zaznaczono inaczej.

### Drużynowe
Seniorskie
- Wicemistrzyni Polski (2024)[2]
- 3. miejsce w I lidze (2018)[3]
- 4. miejsce w I lidze (2019)[4]

Młodzieżowe
- Wicemistrzyni Polski juniorek starszych (2019)[5]
- Uczestniczka Akademickich Mistrzostw Polski w koszykówce 3x3 (2022 – 5. miejsce)

### Indywidualne
- Najlepsza zawodniczka U23 EBLK (2023)[6]
- Zaliczona do I składu mistrzostw Polski juniorek starszych (2019)[5]

### Reprezentacja
- Uczestniczka:
  - mistrzostw Europy U–18 (2019 – 10. miejsce)[7]
  - FIBA U–20 Women’s European Challengers (2021)
  - Europejskiej Uniwersjady w koszykówce 3x3 (2022 – 6. miejsce)